# Gaini
Gaini - Гайны (rus) - és un possiólok del krai de Perm, a Rússia. En el cens del 2010 tenia 4.050 habitants.